# Radio Ceylon
Radio Ceylon (singhalais : ලංකා ගුවන් විදුලි සේවය Lanka Guwan Viduli Sevaya — tamoul : இலங்கை வானொலி ilankai vanoli) est la plus ancienne station de radio d'Asie. La radiodiffusion a commencé à titre expérimental au Sri Lanka en 1923, par le département du télégraphe, seulement trois ans après les débuts de la radio en Europe. Radio Ceylon a été créée deux ans plus tard.

## Histoire
L'histoire de Radio Ceylon remonte à 1925, avec le lancement le 16 décembre de son prédécesseur, Colombo Radio, qui utilisait un émetteur à ondes moyennes d'un kilowatt situé dans le faubourg de Welikada (en). Lancée seulement trois ans après la BBC, Colombo Radio était la première radio en Asie et la deuxième au monde.
Au cours des années suivantes, ce nouveau média est vite devenu populaire et il a rapidement pris un caractère national, avec la création du « Radio Service » comme département autonome du gouvernement de Ceylan (comme l'île était alors appelée) sous le nom de Radio Ceylon en 1949. En 1967, le département de la radiodiffusion a pris son statut actuel d'entreprise publique (Ceylon broadcasting corporation Act. No 37 de 1966 du Parlement de Ceylan (en)), ce qui a assuré à la nouvelle organisation plus d'autonomie et de flexibilité. Elle a acquis son nom actuel, Sri Lanka Broadcasting Corporation (SLBC), lorsque l'état est devenu la République du Sri Lanka le 22 mai 1972. SLBC a conservé le même statut légal et dépend aujourd'hui du Ministère de l'information et des médias du Sri Lanka.

### Passage des ondes moyennes à la FM
Comme de nombreuses stations de radio nationales, SLBC a été principalement diffusée en ondes moyennes jusqu'au début des années 1990. Quelques essais de transmission en modulation de fréquence avaient cependant eu lieu pour relayer le signal vers des émetteurs en ondes moyennes. À la fin des années 1980, SLBC avait aussi reconnu la nécessité de passer à la modulation de fréquence (FM) pour sa diffusion domestique. L'émetteur FM de Colombo a donc été créé en 1993 avec l'assistance technique du gouvernement du Japon.

En 1995 a été lancé l’Island FM Development Project, qui avait pour objectif de développer un réseau de diffusion FM stéréo multicanale pour toute l'île et de fermer les coûteuses stations de transmission en ondes moyennes, qui ne diffusaient chacune qu'un ou deux canaux. En 1999, plus de 95 % du pays était couvert par le réseau FM de SLBC, avec près de 90 % recevant les six canaux nationaux.

## Programmes actuels
Au cours de son histoire, SLBC a toujours eu pour mission d'assurer un service de diffusion publique nationale, en fournissant des informations et des divertissements, et en favorisant le développement social, culturel et économique du pays. Malgré l'introduction d'un certain nombre de programmes commerciaux, destinés à son financement partiel, les programmes de ses stations de radio sont toujours conçus dans ce sens.
SLBC gère actuellement 6 canaux nationaux, qui représentent la majorité de sa diffusion :
1. Sinhala Swadeshiya Sevaya’ (service national en cinghalais)[5]
2. Tamil National Service (en tamoul)[6]
3. English Service (en anglais)[7]
4. City FM (cinghalais)[8]
5. Velenda Sevaya’ (station commerciale en cinghalais)
6. Thendral (station commerciale en tamoul)

Les trois premiers canaux sont des stations de service public en cinghalais, tamoul et anglais et le quatrième (City FM) est destiné à la jeunesse. Les deux derniers canaux ont un contenu partiellement commercial. Outre ces six canaux, SLBC en diffuse un septième consacré aux sports, mais qui n'émet qu'au moment des événements sportifs majeurs, comme les matches internationaux de cricket.
Il existe également 4 radios régionales et 5 radios communautaires, qui opèrent dans 5 zones socio-économiques particulières. Ces 9 stations sont destinées aux communautés locales.
Outre ses stations nationales, SLBC émet aussi en ondes courtes à destination de l'Asie du Sud-Est et du Moyen-Orient, en cinghalais, anglais, hindi et d'autres langues du sous-continent indien. Il existe également un émetteur en ondes moyennes principalement à destination du sud de l'Inde.

## Contribution d'Edward Harper
Edward Harper (en), arrivé à Ceylan comme ingénieur en chef du bureau du télégraphe en 1921, a été le premier à faire la promotion de la radio dans le pays.
Lors de sa première expérience de radio-diffusion à Colombo, la musique d'un gramophone a été diffusée depuis une toute petite pièce du bureau central du télégraphe avec un petit émetteur construit par les ingénieurs du département du télégraphe à partir de l'équipement radio d'un sous-marin allemand capturé.
Cette expérience a été un succès et trois ans plus tard, le 16 décembre 1925, un service régulier de radio a été inauguré à Ceylan. Cette station était nommée Colombo Radio et avait pour indicatif « Colombo Calling ».
Edward Harper a aussi fondé le Club de Ceylan de télégraphie sans fil avec des enthousiastes britanniques et locaux de Colombo. Des ingénieurs locaux ont rejoint ce club et ont poursuivi les expériences avec Harper. celui-ci est souvent considéré comme « le père de la radio à Ceylan ».
Au cours de la Deuxième Guerre mondiale, la station a été reprise par les alliés qui l'ont utilisée sous le nom de Radio SEAC depuis Colombo. La station a été rendue au gouvernement de Ceylan après la guerre. Elle est alors devenue très populaire en Asie du Sud.
Ses premiers directeurs venaient de la BBC ; John Lampson était directeur général de la diffusion et Pascoe Thornton directeur des programmes nationaux. M. J. Perera (en) a été son premier directeur général srilankais et un autre haut fonctionnaire, Vernon Abeysekera (en), a été directeur des programmes.

## Animateurs notables

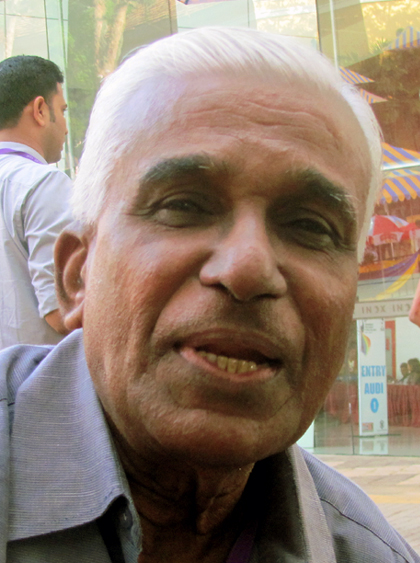
.

Radio Ceylon a produit certains des meilleurs animateurs d'Asie du Sud, comme Livy Wijemanne (en), Vernon Corea (en), Pearl Ondaatje (en), Tim Horshington (en), Greg Roskowski (en), Jimmy Bharucha (en), Mil Sansoni, Eardley Peiris (en), Shirley Perera (en), Bob Harvie (en), B.H. Abdul Hameed (ta), Claude Selveratnam (en), Christopher Greet (en), Prosper Fernando (en), Tony de Costa, les sœurs Vimla et Kamini Ganjwar (les premières animatrices du canal commercial en hindi), Ameen Sayani (en) (célèbre pour son émission musicale hebdomadaire Binaca Geetmala (en)), S.P. Mylvaganam (en) (premier animateur du canal commercial en tamoul), Thevis Guruge (en), H.M. Gunasekera (en), A.W. Dharmapala (en), Karunaratne Abeysekera (en), Chitrananda Abeysekera (en), Kailayar Sellanainar Sivakumaran (en), Mervyn Jayasuriya (en), Vijaya Corea (en), Elmo Fernando (en), Eric Fernando (en), Nihal Bhareti (en), Leon Belleth (en) et V. Sundharalingam.
D'autres personnalités srilankaises ont participé à ses émissions comme Owen de Abrew (en), le plus grand spécialiste des danses de salon de l'île, et le réalisateur de cinéma Lester James Peries, qui commentait l'actualité littéraire pour l'émission Radio Bookshelf. Le pandit W. D. Amaradeva (en) et d'autres musiciens srilankais ont donné des concerts depuis ses studios.
À cette époque, les animateurs et présentateurs de Radio Ceylon étaient immensément célèbres dans toute l'Asie du Sud, particulièrement ceux qui présentaient ses programmes internationaux. Radio Ceylon avait des auditeurs jusqu'aux États-Unis. Le journal The Hindu plaçait Ameen Sayani (en) et Vernon Corea (en) parmi les cinq plus grands animateurs de radio du monde.
Radio Ceylon a rendu célèbres de nombreux jeunes de l'île, notamment les musiciens des années 1950 et 1960 Nimal Mendis (en), Bill Forbes, Cliff Foenander (en), Desmond Kelly (en), Adrian Ferdinands, Tissa Seneviratne, Harold Seneviratne, Douglas Meerwald and the Manhattans (en), pour nommer quelques-uns de ceux présentés par Ameen Sayani sur le canal outremer.
Il y avait aussi une dimension religieuse et culturelle à ces programmes : Radio Ceylon diffusait des programmes bouddhistes, hindous, musulmans et chrétiens. La station avait trois branches : sa branche commerciale, sa branche nationale et sa branche asiatique, qui diffusait beaucoup de programmes en hindi.

## Radio en hindi
La branche en hindi de Radio Ceylon, lancée au début des années 1950, était très profitable, rapportant des millions de roupies indiennes de revenu publicitaire. Elle employait certains des animateurs indiens les plus populaires, qui ont joué un rôle essentiel pour en faire « le roi des ondes » en Asie du Sud : les sœurs Vimla and Kamini Ganjwar, Vijay Kishore Dubey, Gopal Sharma, Shiv Kumar Saroj (en), Vijaylaxmi Ripusudan Kumar Ailawadi, plus connu comme Kumar, Manohar Mahajan, Sunil Dutt (devenu ensuite une star de Bollywood), Ameen Sayani (en) et son frère aîné Hamid Sayani, non-employé par Radio Ceylon mais qui y diffusaient des programmes très populaires comme Binaca Geetmala (en) (à partir de 1952) et Lipton Ke Sitaare.

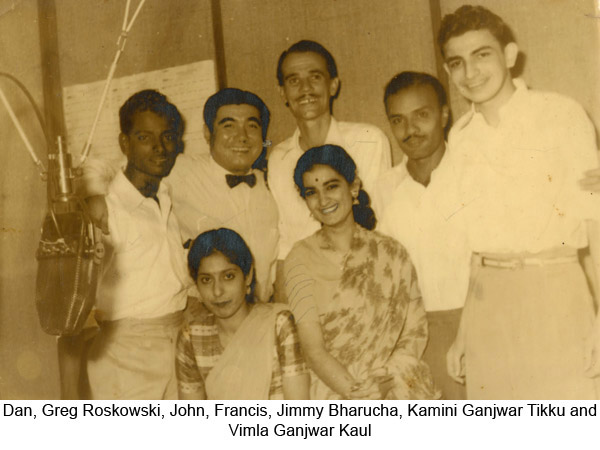
Animateurs de Radio Ceylon en 1953. Au premier plan les sœurs Ganjwar.

Les auditeurs indiens des années 1950 et 1960 étaient séduits par les musiques de film, en plein âge d'or du film musical en hindi : Radio Ceylon popularisait leurs chansons et les chanteurs de playback comme Asha Bhosle, Lata Mangeshkar, K.L. Saigal (en), Kishore Kumar, Mukesh, Mohammed Rafi, S. Janaki (en) et d'autres. C'était une opération brillante de sa part, alors que la musique de film était bannie sur All India Radio et les autres stations de radio indiennes de l'époque. Ses programmes musicaux comme Binaca Geetmala (en) bénéficaient ainsi d'une énorme audience. Le Binaca Hit Parade présenté par l'insouciant Greg Roskowski (en) était consacré à la musique pop anglaise sur ses canaux commerciaux et asiatiques. À l'écoute de ce programme, les auditeurs indiens avaient inondé la station de lettres demandant un hit-parade pour les chansons de films en hindi, et c'est ainsi qu'était né Binaca Geetmala.
Radio Ceylon a aussi popularisé les chansons en anglais de musiciens populaires indiens : ceux-ci ont obtenu d'énormes succès, comme Uma Pocha (Bombay Meri Hai), Usha Uthup (en), qui chantait facilement les chansons du baila srilankais, et la star anglo-indienne Ernest Ignatius (qui a ensuite triomphé à Londres dans la comédie musicale d'Andrew Lloyd Webber Bombay Dreams (en)) a obtenu un très gros succès sur Radio Ceylon avec I Married a Female Wrestler.
La station était un rêve de publicitaire — enregistrant des milliers de jingles pour l'Asie — depuis le savon Lux jusqu'à Coca Cola. Les grandes marques se pressaient auprès de son agent en Inde, Hari Haran, pour être citées en direct par les animateurs.

## Clifford R. Dodd

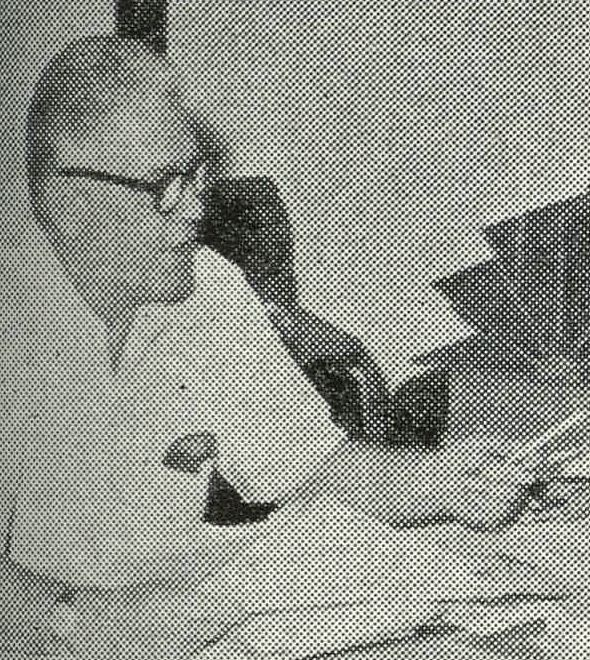
, directeur de la branche commerciale de Radio Ceylon, ici en 1958.

L'Australien Clifford Dodd (en) a été envoyé à Radio Ceylon dans le cadre du plan de Colombo de 1951. Il a fait de la branche commerciale de la station un énorme succès. C'était une personnalité charismatique, qui a utilisé ses pouvoirs de persuasion pour s'élever au-dessus de la politique pour faire de Radio Ceylon un succès en Asie du Sud. La radio n'avait pas de vrai concurrente dans la région. Clifford Dodd et Livy Wijemanne (en) ont choisi eux-mêmes les plus brillants talents du Sri Lanka pour les transformer en animateurs professionnels.

## Ceylon Broadcasting Corporation
Radio Ceylon est devenu une entreprise publique le 30 septembre 1967 sous le nom de Ceylon Broadcasting Corporation. Le premier ministre Dudley Senanayake a nommé pour la diriger un haut fonctionnaire srilankais, Neville Jayaweera (en).
Lorsque le Sri Lanka est devenu une république en 1972, la station a été renommée Sri Lanka Broadcasting Corporation (SLBC).
En décembre 2005, la Sri Lanka a fêté ses 80 ans de radiodiffusion.